# Guettarda retusa
Guettarda retusa là một loài thực vật thuộc họ Rubiaceae. Đây là loài đặc hữu của Cuba. Nó đã tuyệt chủng do mất môi trường sống.